# Ungerns Grand Prix 1991
Ungerns Grand Prix 1991 var det tionde av 16 lopp ingående i formel 1-VM 1991.

## Resultat
1. Ayrton Senna, McLaren-Honda, 10 poäng
2. Nigel Mansell, Williams-Renault, 6
3. Riccardo Patrese, Williams-Renault, 4
4. Gerhard Berger, McLaren-Honda, 3
5. Jean Alesi, Ferrari, 2
6. Ivan Capelli, Leyton House-Ilmor, 1
7. Andrea de Cesaris, Jordan-Ford
8. Roberto Moreno, Benetton-Ford
9. Bertrand Gachot, Jordan-Ford
10. Érik Comas, Ligier-Lamborghini
11. Mauricio Gugelmin, Leyton House-Ilmor
12. Stefano Modena, Tyrrell-Honda
13. Gianni Morbidelli, Minardi-Ferrari
14. Mika Häkkinen, Lotus-Judd
15. Satoru Nakajima, Tyrrell-Honda
16. Nicola Larini, Lambo-Lamborghini
17. Thierry Boutsen, Ligier-Lamborghini (varv 71, motor)

### Förare som bröt loppet
- Pierluigi Martini, Minardi-Ferrari (varv 65, motor)
- Mark Blundell, Brabham-Yamaha (62, däck)
- Martin Brundle, Brabham-Yamaha (59, kroppsligt)
- JJ Lehto, BMS Scuderia Italia (Dallara-Judd) (28, motor)
- Nelson Piquet, Benetton-Ford (38, växellåda)
- Eric Bernard, Larrousse (Lola-Ford) (38, motor)
- Aguri Suzuki, Larrousse (Lola-Ford) (38, motor)
- Emanuele Pirro, BMS Scuderia Italia (Dallara-Judd) (37, motor)
- Alain Prost, Ferrari (28, motor)

### Förare som ej kvalificerade sig
- Olivier Grouillard, Fondmetal-Ford
- Michele Alboreto, Footwork-Ford
- Eric van de Poele, Lambo-Lamborghini
- Michael Bartels, Lotus-Judd

### Förare som ej förkvalificerade sig
- Gabriele Tarquini, AGS-Ford
- Alex Caffi, Footwork-Ford
- Fabrizio Barbazza, AGS-Ford
- Pedro Matos Chaves, Coloni-Ford